# レスター
レスター（英: Leicester, [ˈlɛstər] ( 音声ファイル) LES-tər）は、イギリスのシティ、単一自治体。イースト・ミッドランズにあるレスターシャーのカウンティ・タウンである。人口は37万3399人（2022年）でイースト・ミッドランズ最大、レスター大都市圏では55万9017人（2021年）と、イングランドで11位、イギリス全体でも13位の人口規模を有する。経済規模で見た2023年のイギリスのシティのランキングでは16位にランクインし、イースト・ミッドランズの7つのシティではトップであった。
市街はソアー川沿いに位置し、ロンドンの北北西140キロメートル、バーミンガムの東北東53キロメートル、コヴェントリーの北東34キロメートルにあたる。レスターの北34キロメートルにはノッティンガムが、北西34キロメートルにはダービーが、東60キロメートルにはピーターバラが位置する。ナショナル・フォレストの東端に近い。
古代ローマが建設したラタエ・コリエルタウウォルムの町を起源とし、ヴァイキングの時代にはデーンロウの5つのバラのひとつに数えられた。中世になると重要な町として台頭し、ヴィクトリア朝時代には産業と商業の中心地として発展、1919年にシティ・ステータスを得るに至った。20世紀なかば以降、イギリス連邦（コモンウェルス）諸国からの移民によって民族的に多様な都市となった。2021年の国勢調査では、人口の約43パーセントをアジア系が占め、その大半はインド系である。
鉄道では、バーミンガムとロンドン・スタンステッド空港とを結ぶ路線とミッドランド本線が接続する。道路では、M1/M69高速道路とA6/A46号線の結節点となっている。

## 歴史
ジェフリー・オブ・モンマスの『ブリタニア列王史』によると、Kaerleir（カール・レイア、ケルト語由来）は伝説上の王レイアによって建てられたとなっている。
実際にはこの都市の歴史は2000年近くも遡ることができ、紀元前50年にはローマ人によってRatae Coritanorumという都市が建設されている。それ以前はCoritaniというケルト人がその地方に住んでいた。
2012年、ボズワースの戦いで敗れた後埋葬されたリチャード3世が市社会福祉事務所の駐車場から発掘され大きな話題となった。

## 教育
レスター大学、デ・モントフォート大学があり、多くの学生が学んでいる。

## 施設
- レスター・アリーナ

## スポーツ
レスターに本拠地を置くスポーツクラブチームには以下のものがある。
- レスター・シティFC（サッカー）
- レスター・タイガース（ラグビー）
- レスター・レイダース（バスケットボール）
- レスター・コリンシアンAC（陸上競技）

レスター・シティFCは2015-16シーズンのプレミアリーグで初優勝を飾っている(奇跡の優勝)。

## レスター出身の人物
- デイビッド・アッテンボロー：動物学者・植物学者・作家
- ジョン・ディーコン：クイーンのベーシスト
- ジョン・ロード：ディープ・パープルのキーボーディスト
- エンゲルベルト・フンパーディンク：歌手
- カサビアン：バンド
- トニー・ケイ：キーボード・プレイヤー
- スティーヴン・フリアーズ：映画監督
- グレアム・チャップマン：コメディアン
- ロバート・テューズリー：バレエダンサー
- パーミンダ・ナーグラ：女優
- エミール・ヘスキー：サッカー選手
- ゲーリー・リネカー：サッカー選手
- ピーター・シルトン：サッカー選手
- ジョゼフ・メリック：「エレファント・マン」として知られる
- トニー・シブソン：プロボクサー

## 姉妹都市
- - 重慶市、中華人民共和国
- - クレーフェルト、ドイツ
- - マサヤ、ニカラグア
- - ラージコート、インド
- - ストラスブール、フランス
- - ハスコヴォ、ブルガリア
- - シアルコート、パキスタン